# Gravità quantistica
La gravità quantistica è il campo della fisica teorica che tenta di fornire un quadro unitario della gravità, che modella la struttura dell'universo su scala macroscopica, e della meccanica quantistica, che descrive i fenomeni tipici della scala atomica e subatomica. 

## Introduzione
A partire dagli anni ottanta del XX secolo, molti fisici teorici si sono concentrati sulla formulazione di una teoria quantistica che:
- conciliasse la meccanica quantistica e la relatività generale
- spiegasse in maniera chiara la natura della gravità e, in una ottica orientata verso la teoria del tutto, l'esistenza delle tre generazioni di fermioni e dei bosoni vettori.

La teoria della relatività generale descrive il campo gravitazionale in termini geometrici usando la nozione di curvatura dello spaziotempo; come tale non è una teoria quantizzata, cioè non assegna al campo gravitazionale particelle mediatrici elementari, gli ipotetici gravitoni. La scoperta sperimentale della loro esistenza permetterebbe di assimilare l'interazione gravitazionale alle altre interazioni fondamentali, il cui quadro teorico di riferimento è la teoria quantistica dei campi, e sarebbe un passo fondamentale per lo sviluppo di una teoria unificante che includa la relatività generale.
Molte difficoltà nella costruzione di una teoria quantistica basata sulla relatività generale derivano da presupposti radicalmente differenti su come sia strutturato l'universo. La teoria quantistica dei campi descrive le particelle in termini di campi che si propagano nello spazio-tempo piatto della relatività ristretta, ossia lo spazio-tempo di Minkowski. Per la relatività generale la gravità è un effetto risultante dalla curvatura dello spazio-tempo legata al cambiamento e alla distribuzione della massa e dell'energia. In questo ambito un ipotetico gravitone rappresenterebbe quindi una fluttuazione elementare dello spazio-tempo stesso e non quella di un campo nello spaziotempo.
Il modo più semplice per combinare le due teorie, cioè trattare semplicemente la gravità come un altro campo di particelle, presenta molti problemi con la rinormalizzazione. Le particelle di gravità si attraggono reciprocamente e concorrono ai risultati delle interazioni, producendo valori infiniti che non possono essere cancellati per produrre risultati finiti fisicamente sensati. Ciò accade, al contrario, in elettrodinamica quantistica, nella quale risultati numericamente infiniti possono essere rimossi per mezzo della rinormalizzazione, ottenendo previsioni finite per la sezione d'urto dei processi di interazione fra particelle.
Sia la meccanica quantistica che la relatività generale hanno avuto grande successo; la prima nella fisica ad alte energie e la seconda nella descrizione della struttura a grande scala dell'universo. Le energie e le condizioni alle quali gli effetti quantistici sulla gravità sono rilevanti, sono fuori della portata degli esperimenti in laboratorio, cioè non vi sono dati sperimentali che possano fare luce su come si comporta lo spazio tempo alla scala di Planck. Servirebbe una teoria unificante per comprendere i primissimi istanti di vita dell'universo dopo il Big Bang e il comportamento dei buchi neri.

## L'incompatibilità tra meccanica quantistica e relatività generale
Nella relatività generale non esiste uno sfondo spazio-temporale fisso come nella meccanica newtoniana e nella relatività speciale e la geometria dello spazio-tempo è dinamica. Questo è il concetto più difficile da capire riguardo alla relatività generale, le cui conseguenze sono molto profonde e non completamente esplorate, anche a livello classico. A certi livelli, la relatività generale può essere considerata come una teoria di relazione in cui la sola informazione rilevante sotto il profilo fisico è la relazione tra eventi differenti nello spazio-tempo.
D'altra parte la meccanica quantistica è dipesa fin dal suo inizio da una struttura di fondo non dinamica. In questa teoria è il tempo che viene dato e non la dinamica, come nella meccanica newtoniana classica. Nella teoria quantistica dei campi, come nella classica teoria dei campi, lo spazio-tempo di Minkowski è lo sfondo fisso della teoria. Nella teoria delle stringhe, nata come una generalizzazione della teoria quantistica dei campi, al posto delle usuali particelle puntiformi oggetti simili a corde si propagano in uno sfondo spazio-temporale fisso. Sebbene la teoria abbia i suoi fondamenti negli studi sul confinamento dei quark e non sulla gravità quantistica, si scoprì ben presto che lo spettro della stringa contiene il gravitone e che il condensato di certi modi di vibrare delle stringhe è equivalente ad una modifica dello sfondo originale.
La teoria quantistica dei campi in uno spazio-tempo curvo ha dimostrato che alcuni degli assunti fondamentali della teoria non possono essere conservati. In particolare lo stato di vuoto dipende dal tipo di moto dell'osservatore attraverso lo spazio-tempo (effetto Unruh). Inoltre il concetto di campo è considerato più fondamentale del concetto di particella, che si presenta come un utile mezzo per descrivere le interazioni localizzate. Una teoria quantistica con tali caratteristiche, che si può definire topologica, fornisce un esempio di teoria dei quanti indipendente dallo sfondo, ma senza gradi locali di libertà e globalmente solo entro molti gradi di libertà. Ciò è inadeguato a descrivere la gravità in 3+1 dimensioni, che anche nel vuoto possiede gradi locali di libertà in accordo con la relatività generale. Nelle 2+1 dimensioni, comunque, la gravità è una teoria topologica del campo ed è stata quantizzata con successo in svariati modi, comprese le reti di spin. La gravità quantistica a loop è un tentativo nella stessa direzione, cioè quella di formulare una teoria dei quanti indipendente dallo sfondo.
Vi sono altri tre punti di disaccordo tra la meccanica quantistica e la relatività generale.
- La relatività generale accetta il concetto di singolarità come punto di collasso dello spazio-tempo, mentre nella meccanica quantistica tale concetto è privo di senso.
- Non è chiaro come determinare il campo gravitazionale di una particella poiché, per il principio di indeterminazione di Heisenberg della meccanica quantistica, non è possibile conoscere con certezza la sua posizione nello spazio e la sua velocità.
- Vi è un contrasto, ma non una contraddizione logica, tra la violazione della disuguaglianza di Bell nella meccanica quantistica, che implica un'influenza superluminale, e la velocità della luce come limite di velocità nella relatività.

La soluzione dei primi due punti controversi potrà derivare da una migliore comprensione della relatività generale .

## Posizioni storiche
In passato vi sono state due reazioni all'apparente incoerenza della teoria quantistica con la necessaria indipendenza dallo sfondo della relatività generale.
La prima è stata che l'interpretazione geometrica della relatività generale non è fondamentale ma semplicemente una qualità inaspettata di qualche teoria dipendente dallo sfondo. Ciò viene esplicitamente dichiarato, per esempio, nel classico testo Gravitation and Cosmology di Steven Weinberg. L'opinione opposta è che l'indipendenza dallo sfondo sia fondamentale e che la meccanica quantistica debba essere generalizzata per stabilire dove non vi è un tempo specificato "a priori". Questo punto di vista geometrico viene esposto nel classico testo Gravitazione di Charles W. Misner, John Archibald Wheeler e Kip Thorne.
I due libri, che esprimono punti di vista totalmente opposti sul significato della gravità, furono pubblicati quasi contemporaneamente negli anni '70, quando fu raggiunto un vicolo cieco, situazione che portò Richard Feynman (egli stesso autore di notevoli studi sulla gravità quantistica) a scrivere a sua moglie "ricordami di non partecipare più a conferenze sulla gravità".
Ad oggi sono stati compiuti progressi su entrambi i fronti con la teoria delle stringhe da un lato e con la gravità quantistica a loop dall'altro.
Negli ultimi anni, trattando la gravità quantistica come una teoria effetiva di campo, si è visto che è possibile, anche senza conoscere la teoria fondamentale (di stringa o a loop), effettuare previsioni legittime a basse energie. Un esempio è il calcolo delle correzioni quantistiche alla formula dell'entropia di Stephen Hawking e Jacob Bekenstein.

## Teorie
Vi è un gran numero di proposte di teorie della gravità quantistica:
- Teoria delle stringhe
- Supergravità
- AdS/CFT
- Gravità quantistica a loop
- Gravità quantistica euclidea
- Geometria non-commutativa
- Teoria del Twistor
- Gravità quantistica discreta lorentziana
- Gravità indotta di Sakharov
- Calcolo di Regge
- Teoria della doppia copia